# Adorodocia strigata
Adorodocia strigata är en skalbaggsart som beskrevs av Waterhouse 1878. Adorodocia strigata ingår i släktet Adorodocia och familjen Rutelidae. Inga underarter finns listade i Catalogue of Life.